# Aleksej Fedorčenko
Aleksej Stanislavovič Fedorčenko (in russo Алексей Станиславович Федорченко?; Sol'-Ileck, 29 settembre 1966) è un regista russo, salito alla ribalta internazionale con il film First on the Moon (2005) e successivamente con Silent Souls (2010), entrambi presentati al Festival di Venezia.

## Biografia
Il suo film Nebesnye zeny lugovykh mari (2012) è stato selezionato per la sezione Vanguard al Toronto International Film Festival del 2013.
Dal 2013 è impegnato con la produzione di Space Mowgli, adattamento del romanzo di fantascienza Malysh scritto dai fratelli Strugatsky.

## Filmografia parziale
- Pervye na Lune (2005)
- Shosho (2006)
- Silent Souls (Ovsyanki) (2010)
- Nebesnye zeny lugovykh mari (2012)
- Vojna Anny (2018)